# Anton Filippov
Anton Filippov (russisch Антон Валерьевич Филиппов; * 12. Juni 1986 in Taschkent) ist ein usbekischer Schachspieler.
Die usbekische Einzelmeisterschaft konnte er zweimal gewinnen: 2005 und 2007. Er spielte für Usbekistan bei sechs Schacholympiaden: 2004, 2006 und 2010 bis 2016. Außerdem nahm er einmal an den asiatischen Mannschaftsmeisterschaften (2008) in Visakhapatnam teil.
Beim Schach-Weltpokal 2007 scheiterte er in der ersten Runde an Wladimir Hakobjan, ebenso beim Schach-Weltpokal 2009 an Surya Shekhar Ganguly. Beim Schach-Weltpokal 2011 schlug er in der ersten Runde Sjarhej Schyhalka und schied in der nächsten Runde gegen Étienne Bacrot aus. Beim Schach-Weltpokal 2013 schlug er in der ersten Runde Jewgeni Romanow und schied in der nächsten Runde gegen Boris Gelfand aus.
Im Jahre 2004 wurde ihm der Titel Internationaler Meister (IM) verliehen. Der Großmeister-Titel (GM) wurde ihm 2008 verliehen. Seine höchste Elo-Zahl war 2652 im November 2012.
| Hier fehlt eine Grafik, die leider im Moment aus technischen Gründen nicht angezeigt werden kann. Wir arbeiten daran! |